# Friedjungov proces
Već potkraj 1907. vrhovi Monarhije započeli su s pripremama za okupaciju Bosne i Hercegovine. S tim u svezi u Hrvatskoj je uveden režim bana Pavla Raucha, koji je nastojao na vlast dovesti mađarone, pripadnike nekadašnje Khuenove Narodne stranke, koja se nakon poraza na izborima 1906. sama raspustila. No, izbornu je pobjedu i taj put (1908.) odnijela Hrvatsko-srpska koalicija, koja je tijekom dvogodišnjega Rauchova režima bila izložena teškim pritiscima. No ni protusrpska kampanja, koju je Rauchov režim vodio prikazujući srpski dio Koalicije kao polugu velikosrpske politike u Hrvatskoj, ni tzv. veleizdajnički proces nisu uspjeli izazvati raspad Koalicije. Štoviše, potkraj 1909., nakon završetka Friedjungova procesa, vrh Monarhije teško se kompromitirao jer se pokazalo da su optužbe iznesene u javnosti protiv Frana Supila i Koalicije utemeljene na krivotvorenim dokumentima pristiglima iz Ministarstva vanjskih poslova.

## Pozadina
U listopadu 1907. završeni su pregovori između austrijske i ugarske vlade o produženju Nagodbe. Produžena je na deset godina. Kako produženje dolazi pred zajednički sabor, Hrvatsko-srpska koalicija, pod vodstvom Frana Supila, organizira oštru opstrukciju koja izaziva svjetsku pažnju. U isto se vrijeme vladajući krugovi u Beču i Pešti počinju pripremati za aneksiju Bosne i Hercegovine. U te pripreme spada i onemogućavanje ili barem oslabljenje otpora protivnika aneksije u Hrvatskoj. Prvi korak na tom putu je postavljanje za bana Pavla Raucha. On je imao zadatak uništiti Hrvatsko-srpsku koaliciju. Zbog toga je trebalo dokazati da postoje antiaustrijske akcije Srbije i ”veleizdajnički” rad istaknutijih Srba u Hrvatskoj, a kod Hrvata podržati antisrpske struje, koje će izazvati razdor u koaliciji i dovesti je do sloma. Međutim, na veljačkim izborima u 1908. koalicija je pobijedila, a Rauchovi kandidati ne dobivaju nijedan mandat. Koalicija je sad mogla, uz većinu u Saboru, nastaviti borbu s još većom žestinom. Ali, ban Rauch je odgodio saziv Sabora i počeo vladati apsolutistički pa Supilo nije mogao provesti svoje planove. U to vrijeme u austrijskoj štampi počinje protusrpska kampanja u cilju da se razbije hrvatsko-srpska suradnja. Supilo raskrinkava ciljeve te kampanje i inzistira na slozi Hrvata i Srba. U atmosferi antisrpske kampanje 6. listopada 1908. je proglašena aneksija Bosne i Hercegovine Austro-Ugarskoj. Nakon aneksije Supilo upozorava da je sad, više nego ikad, potrebno održati hrvatsko-srpsku suradnju. Osim toga napada trijalizam, smatrajući da on nije ostvariv, jer su protiv njega Mađari, a Nijemcima ne bi bilo po volji jer bi ojačao Slavene u Monarhiji.

## Veleizdajnički proces
U skladu s tim ban Rauch sve otvorenije priprema Veleizdajnički proces. 5. kolovoza 1908. U Budimpešti izlazi brošura Đorđa Nastića Finale. Njegova je brošura temelj optužnice u Veleizdajničkom procesu. 18. kolovoza počinju hapšenja veleizdajnika. U Hrvatskoj znaju tko je Đorđe Nastić - agent austrijskih vojnih vlasti, koji je pod kronkom oficirskog službenika, kao agent dodijeljen austrijskom kapetanu Forneru u Sarajevu. Na političkoj se pozornici pojavio kao krunski svjedok u procesu koji je režirala austrijska politika s ciljem da posije razdor između Srbije i Crne Gore. Na temelju njegovih prijava izrađuje se optužnica protiv veleizdajnika. On tvrdi da su sve to članovi organizacije Slavenski jug i predaje državnom odvjetništvu prijepis revolucionarnog statuta. Za pedeset i tri uhićenih državni odvjetnik traži kaznu smrti na vješalima. 19. siječnja hrvatska je vlada zatražila izručenje narodnih zastupnika Svetozara Pribičevića, Banjemina i Budisavljevića radi veleizdaje ali peštanski sabor odugovlači izručenje.

## Friedjungov proces
Još prije nego što je započeo proces protiv veleizdajnika, 25. ožujka 1909. u Neue Freie Presse objavljen je članak bečkog povjesničara dr. Friedjunga, u kojem je žestoka napadnuta koalicija. Čitav niz sličnih članaka izlazi i u Reichpostu. S člancima dr. Friedjunga upoznaje nas Wickham Steed sa svojim memoarima. U njima on navodi da je Friedjung rekao kako ima dokaze o Supilovoj korumpiranosti, odnosno dokaze da sa Srbijom surađuje jer je zato plaćen. Friedjung je na sudu predočio “zelenu knjigu” u kojoj su bila dvadeset i četiri dokumenta navodnih zapisnika sa sjednica “Slavenskog juga” koji su između ostalog sadržavali i svotu isplaćenu Supilu. Dr. Funder, redaktor Reichposta, predočio je “crvenu knjigu” s dokumentima sličnim Friedjungovima. Kao svjedok obrane pojavio se profesor Marković, predsjednik Slavenskog juga, koji je izjavio da su svi dokumenti krivotvorine te da je u to vrijeme Supilo bio u Berlinu. To je svjedočanstvo zadalo Friedjungu smrtan udarac. Sud je zatražio od berlinske policije da potvrdi Markovićevu izjavu – i berlinska ju je policija stvarno i potvrdila. Na procesu je još svjedočio i profesor Masaryk čiji je govor bio optužba austrijske politike i diplomacije pred cijelim svijetom. On je i dokazao Nastićevu ulogu u cijelom procesu. Nastupio je još i dr. Spalajković, koji je također potvrdio da su dokumanti upereni proziv Supila krivotvorine. Cijeli je proces trajao sedam mjeseci, a pratio ga je čitav svijet. To veći je bio gubitak za Monarhiju kad su izgubili proces. Sjajna obrana bila je pod vodstvom dr. Hinkovića, a 6. listopada proglašena je osuda, koju uskoro briše amnestija.
Ipak, pravi epilog proces je dobio početkom studenoga 1910. Tada je Supilo primio pismo od nekog Vasića, u kojem mu on priznaje da je on krivotvorio dokumente, i to u zgradi austro-ugarskog veleposlanstva u Beogradu. U to su bili upućeni austro-ugarski grof Forgach i Franjo Ferdinand. “Originali” krivotvorina ostali u su u srpskim rukama i ta je činjenica pružala Vasiću zaštitu od austrijskog progona. Vasića je, naime, u veljači 1909. unajmio jedan tajnik austro-ugarskog poslanstva u Beogradu, pod izlikom da želi naučiti srpski. Međutim je glavni Vasićev posao bio prepisati ćirilicom na velike komade papira zapisnike Slavenskog juga. Kad su “originali” bili pripremljeni, pričvrstili su ih na vrata u sobi jednog činovnika poslanstva i fotografski snimili. Na taj je način napravljeno oko sto dokumenata od kojih su neki izmišljeni i u samom poslanstvu. Sam Vasić je trebao nastupiti kao svjedok u procesu, ali se prepao i pobjegao. Hrvatsko-srpska koalicija je još u ožujku podigla optužbu protiv Friedjunga i Fundera ali je sam proces održan tek u prosincu. Supilo je još za vrijeme procesa ponudio ostavku u Koaliciji, koja je službeno bila prihvaćena kad ju je on ponudio i po drugi put, 5. veljače 1910., a na njegovo mjesto došao je Svetozar Pribićević.

## Poveznice
- Veleizdajnički proces
- Hrvatsko-srpska koalicija
- Frano Supilo
- Svetozar Pribićević